# Maria Dulce
Maria Dulce Andrade Ferreira Alves (mais conhecida por Maria Dulce) (n. Lisboa, 11 de Outubro de 1936 - m. Loures, 24 de Agosto de 2010), foi uma actriz portuguesa. Foi casada com o ator António Machado (António Machado Ribeiro).

## Carreira
Maria Dulce estreou-se como actriz quando tinha 13 anos de idade, interpretando Maria no filme Frei Luís de Sousa, de António Lopes Ribeiro. A esta participação seguiu-se um período de trabalho em Espanha, que marcou o início da sua carreira, entre 1950 e 1960, tendo feito teatro, cinema e rádio. Participou em trabalhos como La Señora de Fátima (1951) ou Un Día Perdido, em 1954) na sua passagem por Espanha. Maria Dulce fez também recitais de poesia (em Espanha, em Portugal, nos Estados Unidos da América, no Canadá, na Holanda, em Angola e em Moçambique. Maria Dulce foi também fotografada pelos melhores fotógrafos europeus ligados ao espectáculo, como Vicent Ibañez, que também foi um dos seus melhores amigos.
Maria Dulce interpretou vários papéis em televisão, participando em diversas telenovelas e séries. Fez também vários papéis no teatro, e Hedda Gabler (2009), de Henrik Ibsen, foi a última peça em que a actriz participou. Foi encontrada sem vida na madrugada do dia 24 de Agosto de 2010, no apartamento onde vivia, em Bucelas, concelho de Loures. Encontrava-se a ensaiar a peça de teatro Sabina Freire, de Manuel Teixeira Gomes, que iria começar a representar no dia 5 de Outubro desse ano, no Auditório Eunice Muñoz, em Oeiras.
Maria Dulce foi também produtora em A Luz vem do Alto (1959). Tem uma biografia, escrita por Luciano Reis e pulicada pela Sete Caminhos, intitulada Maria Dulce - A verdade a que tem direito.

## Cinema e Televisão
Entre a sua filmografia encontram-se: 
- (1950) Frei Luís de Sousa - D. Maria de Noronha
- (1951) La Señora de Fátima - Jacinta
- (1952) Sor Intrépida - Sor Inés
- (1954) Un Día Perdido - Hermana Rosa
- (1955) Al Fin Solos - Teresita
- (1956) Piedras Vivas -
- (1957) ...Y Eligió El Infierno -
- (1958) O Homem do Dia - Clara
- (1959) A Luz Vem do Alto - Mariana
- (1960) A Lena e o Carlos - Lena
- (1960) Encontro Com A Vida - Ana Maria
- (1962) O Elixir do Diabo -
- (1964) O Rapto -
- (1965) Pensão Vitalícia -
- (1969) Trilogia das Barcas -
- (1979) Amor de Perdição - D. Rita
- (1980) Retalhos da Vida de um Médico
- (1984) Chuva na Areia
- (1988) Passerelle
- (1988) A Tia Engrácia
- (1991) Buster's Bedroom
- (1992) Grande Noite - Vários Papéis
- (1993) A Banqueira do Povo
- (1993) Nico D'Obra - Deolinda
- (1994) Os Andrades - Zulmira
- (1996) Primeiro Amor - Piedade Silvério
- (1996/97) Vidas de Sal - Maria do Amparo
- (1997) A Mulher do Sr. Ministro
- (1997) Polícias
- (1998) Os Lobos
- (1998/99) Médico de Família (série)
- (1999/2000) A Lenda da Garça
- (2000) Alves dos Reis - Isaura
- (2000) Conde de Abranhos
- (2001) O Fura-Vidas
- (2002) O Bairro da Fonte
- (2000/02) Cuidado Com As Aparências
- (2001/03) Anjo Selvagem
- (2004) Baía das Mulheres
- (2005/06) Dei-te Quase Tudo
- (2008) Conta-me Como Foi
- (2008) Liberdade 21
- (2008) Pai à Força

## Teatro
- 1959 - Eles, Elas e os Meninos
- 1960 - A Ratoeira
- 1966 - Zero, Zero, Zé - Ordem P'ra Pagar
- 1970 - A Celestina
- 1971 - O Duelo
- 1976 - Atira o Barrete ao Ar!
- 1987 - As Senhoras das Quintas-Feiras
- 1988 - O Leitinho do Nené
- 1997 - Três em Lua de Mel
- 2009 - Hedda Gabler[1]
- 2010 - Sabina Freire[1] *

* A actriz iria fazer parte da peça Sabina Freire, a estrear a 5 de Outubro de 2010, estando já na fase de ensaios à data da sua morte.